# BB&T Atlanta Open 2018
Il BB&T Atlanta Open 2018 è stato un torneo di tennis giocato sul cemento. È stata la 31ª edizione dell'evento, che fa parte della categoria ATP Tour 250 nell'ambito dell'ATP World Tour 2018. Si è giocato all'Atlantic Station di Atlanta, negli USA, dal 23 al 29 luglio 2018.

## Partecipanti

### Teste di serie
| Giocatore     | Nazionalità    | Ranking* | Testa di serie |
| ------------- | -------------- | -------- | -------------- |
| Stati Uniti   | John Isner     | 8        | 1              |
| Australia     | Nick Kyrgios   | 18       | 2              |
| Corea del Sud | Chung Hyeon    | 22       | 3              |
| Australia     | Matthew Ebden  | 43       | 4              |
| Stati Uniti   | Frances Tiafoe | 45       | 5              |
| Francia       | Jérémy Chardy  | 46       | 6              |
| Germania      | Miša Zverev    | 47       | 7              |
| Stati Uniti   | Ryan Harrison  | 55       | 8              |

* Ranking al 16 luglio 2018.

### Altri partecipanti
I seguenti giocatori hanno ricevuto una wild card per il tabellone principale:
- Chung Hyeon
- Emil Reinberg
- Donald Young

Il seguente giocatore è entrato in tabellone con il ranking protetto:
- James Duckworth

I seguenti giocatori sono entrati in tabellone come special exempt:
- Ramkumar Ramanathan
- Tim Smyczek

I seguenti giocatori sono passati dalle qualificazioni:

- Alex Bolt
- Prajnesh Gunneswaran
- Thanasi Kokkinakis
- Noah Rubin

Il seguente giocatore è entrato in tabellone come lucky loser:
- Hubert Hurkacz

### Ritiri
Prima del torneo
- Mirza Bašić → sostituito da  James Duckworth
- Yuki Bhambri → sostituito da  Alex de Minaur
- Jared Donaldson → sostituito da  Marius Copil
- Gilles Müller → sostituito da  Ričardas Berankis
- Jack Sock → sostituito da  Hubert Hurkacz

Durante il torneo
- Nick Kyrgios

## Campioni

### Singolare
John Isner ha battuto in finale  Ryan Harrison con il punteggio di 5-7, 6-3, 6-4.
- È il quattordicesimo titolo in carriera per Isner, il secondo della stagione nonché il quinto ad Atlanta.

### Doppio
Nicholas Monroe /  John-Patrick Smith hanno battuto in finale  Ryan Harrison /  Rajeev Ram con il punteggio di 3-6, 7–6(5), [10-8].